# Equilibrium (Band)
Equilibrium ist eine deutsche Metal-Band aus Bayern. Sie spielt Symphonic Metal mit Einflüssen aus dem Power Metal und Melodic Death. Ihre ersten beiden Alben wurden aufgrund teils heidnischer Themen noch dem Pagan Metal zugeordnet. Selbst bezeichnet die Gruppe ihre Musik zudem als „Epic Metal“.

## Geschichte

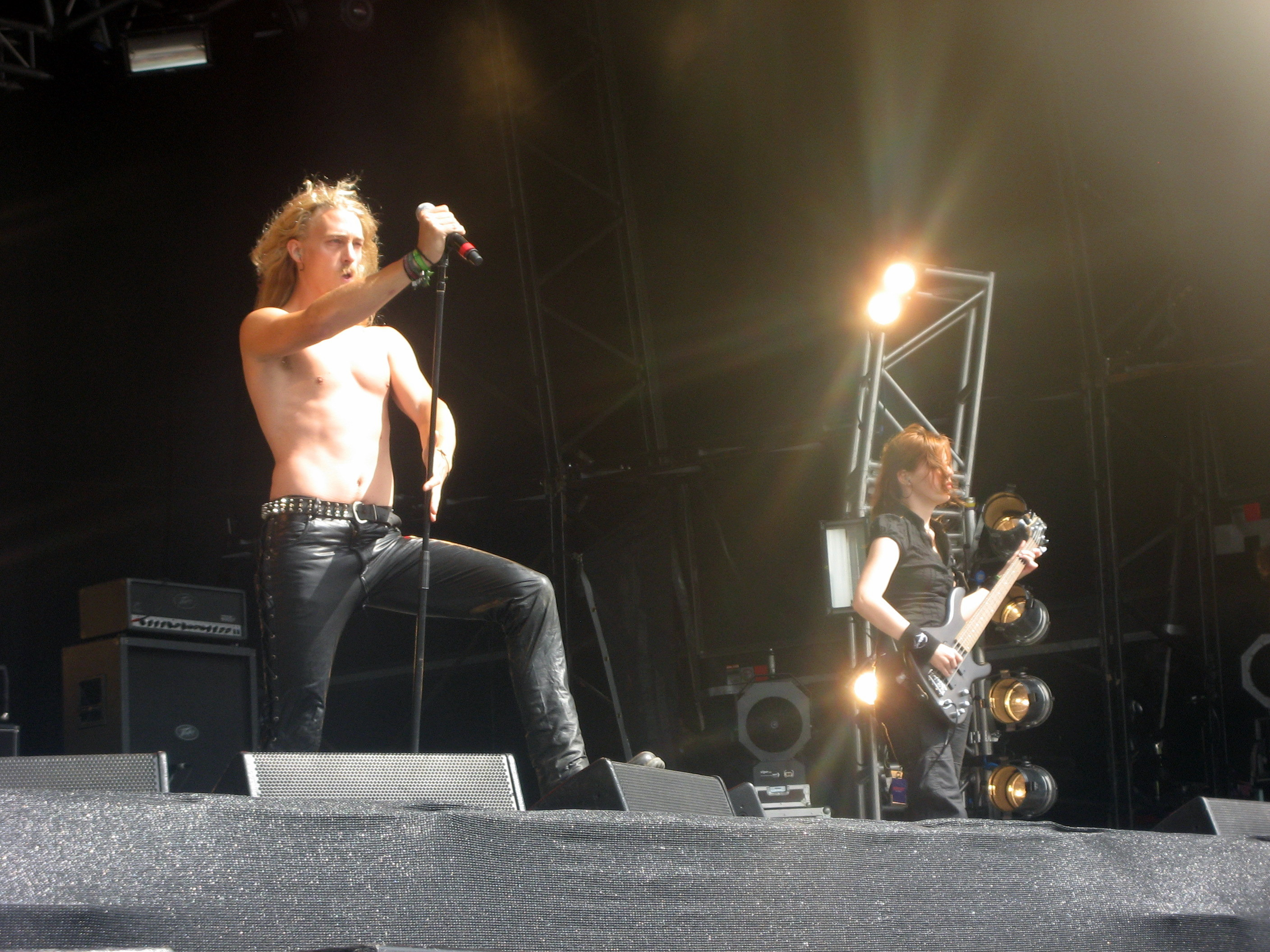
Equilibrium 2009: Der damalige Sänger Helge Stang und Bassistin Sandra Völkl

Ehemaliges Bandlogo (bis 2014)

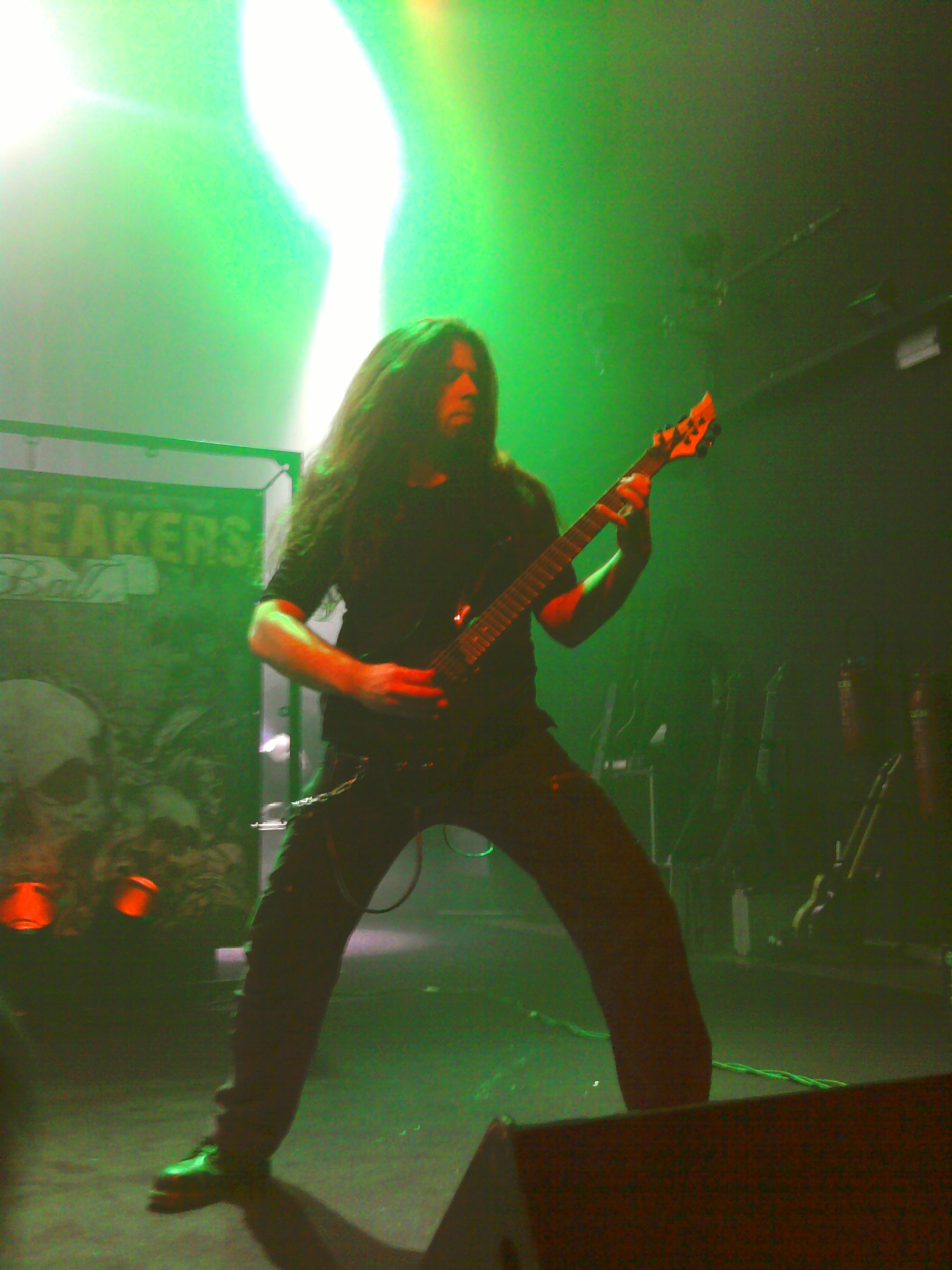
Der Komponist und Gitarrist der Band: René Berthiaume 2011 bei einem Auftritt in Straßburg.

Equilibrium wurde 2001 von René Berthiaume, Helge Stang, Sandra Völkl und Andreas Völkl in Maisach gegründet. Der Name wurde spontan gewählt, da sie für ihren selbstgestalteten Flyer ihres ersten Konzertes, welches in einer Kirche in Maisach stattfand, einen Namen brauchten. Ursprünglich war geplant, nur ein einziges Konzert zu spielen und anschließend die Band wieder aufzulösen, wovon man dann aber absah. Anfangs war die stilistische Richtung der Band noch nicht klar, da Equilibrium ausschließlich Coverversionen von bekannten Metalliedern spielte. Daher wählte man Equilibrium, denn so könne die Band sich musikalisch noch frei bewegen, ohne einen unpassenden Namen zu haben. Scherzhaft wird er von der Band manchmal mit dem Begriff der Äquilibration erklärt, der in der Psychologie für das „Gleichgewicht zwischen Akkommodation und Assimilation“ steht.
Im Jahr 2003 produzierte die Band eine Demoaufnahme, durch die sie beim Plattenlabel Black Attakk einen Vertrag über ein Album erhielt. Die Aufnahmen zum Debütalbum Turis Fratyr fanden in den Helion Studios in München statt. Das Album wurde von René Berthiaume selbst produziert. Die Veröffentlichung war anfangs für das Jahr 2004 angesetzt, wurde jedoch mehrmals verschoben. Am 31. Januar 2005 erschien schließlich Turis Fratyr bei Black Attakk. Dieses Album beinhaltet neben neuen Liedern auch neu abgemischte Aufnahmen der Demo 2003. Im Oktober 2006 unterzeichnete Equilibrium einen Vertrag über mehrere Alben bei Nuclear Blast. Seit 2006 spielt der Schlagzeuger Manuel Di Camillo bei der Formation Schöngeist.
Im Juli 2007 begann die Band die Aufnahmen zu ihrem neuen Album Sagas, welches nach mehreren Terminverschiebungen am 27. Juni 2008 erschien und auf Anhieb Platz 30 der deutschen Albumcharts erreichte.
Im Februar 2010 war auf ihrer Myspace-Seite von „gravierenden Umstrukturierungen innerhalb der Band“ zu lesen. Am 12. Februar wurde bekanntgegeben, dass sich die Band von Sänger Helge Stang und Schlagzeuger Manuel Di Camillo getrennt hat. Am 2. März 2010 wurde bekanntgegeben, dass Robert Dahn, alias Robse, der auch Sänger in der Band Vrankenvorde ist, nun den Gesang übernehmen wird. Er trat zum ersten Mal am 12. März auf dem Paganfest in Bochum zusammen mit Equilibrium auf.
Am 1. April 2010 verkündete Equilibrium, dass das neue Album Rekreatur fertig aufgenommen sei. Am 13. April wurde das Albumcover veröffentlicht. Am 15. April wurde das erste Lied des neuen Albums, Die Affeninsel, auf der Myspace-Seite der Band vorgestellt, am 22. folgte das Stück Der ewige Sieg, sowie am 21. Mai Verbrannte Erde. Zusätzlich wurden auf der Digipak-Version von Rekreatur 5 weitere Stücke von den 3 Alben und der Demo 2003 in Akustik-Versionen veröffentlicht.
Das Album wurde am 18. Juni 2010 veröffentlicht. Vom 11. Juni bis zur Veröffentlichung am 18. Juni 2010 war das gesamte Album Rekreatur (alle 9 Titel, ohne die Lieder der Bonus-Disc) via Myspace als Stream verfügbar.
Die Band kündigte 2012 an, mit den Aufnahmen für ein viertes Album begonnen zu haben, dessen Veröffentlichung für 2014 geplant ist. Am 11. August 2013 veröffentlichte die Band eine aus fünf Tracks bestehende EP mit dem Titel Waldschrein.
Am 30. März 2014 verkündeten Andreas Völkl und Sandra van Eldik ihr Ausscheiden aus der Band. Schließlich wurden Dominik R. Crey (Wolfchant, Nothgard) am 21. Mai als neuer Gitarrist und Jen Majura (Knorkator, Rage) am 7. Juni 2014 als neue Bassistin vorgestellt.
Am 25. April 2014 veröffentlichten Equilibrium die Single Karawane als Vorgeschmack für ihr neues Album im Stream. Am 6. Juni 2014 erschien das Album Erdentempel.
Anfang November 2015 gab die Band bekannt, dass die Live-Bassistin Jen Majura die Band verlassen werde, um sich künftig verstärkt auf ihr Engagement bei Evanescence konzentrieren zu können. Als Nachfolger wurde im August 2016 Marcus „Makki“ Riewaldt (ehemals bei Suidakra) bekannt gegeben, der bereits seit einigen Jahren auch als Tour-Manager für Equilibrium tätig war.
Das am 12. August 2016 veröffentlichte Album Armageddon stieg am 19. August 2016 auf Platz 5 der Deutschen Albumcharts ein. Am 22. Mai 2019 wurde das sechste Album Renegades angekündigt, welches im August 2019 erschien. Zeitgleich wurden der neue norwegische Bassist Martin Skar Berger alias Skar (Zerozonic) und die neue Keyboarderin Skadi Rosehurst alias Jessica Rösch (Berthiaumes Ehefrau, Model und seit 2013 Artwork- & Merchandise-Designerin der Band) vorgestellt. Skar soll zudem künftig für den Klargesang verantwortlich sein.
Anfang Oktober 2022 gab die Band die Trennung von Sänger Robert Dahn bekannt, als Nachfolger wurde 2023 Fabian Getto vorgestellt.
Am 24. Juli 2025 gab Dominik „Dom“ Crey seinen Ausstieg aus der Band bekannt.

## Stil
Die Texte auf den ersten Aufnahmen handelten zum Teil von nordischer/skandinavischer Mythologie und sind fast ausnahmslos auf Deutsch verfasst. Später, auf dem Album Sagas, sind nahezu alle Texte frei erfunden. Eine Ausnahme stellt Des Sängers Fluch dar, eine Interpretation der Ballade von Ludwig Uhland. Die Musik hat im Laufe der Zeit einen Stilwechsel erfahren: die ersten beiden Alben sind hauptsächlich dem Genre Pagan-Metal zuzuordnen, wobei sie starke Einflüsse aus dem Folk-Metal aufweisen. Seit dem Album Rekreatur wird die Musik viel orchestraler arrangiert und ist eher dem Power-Metal zuzuordnen. Insgesamt ist die Band sehr experimentell und vielseitig bei der Instrumentenwahl der Melodien. Trotz des gutturalen Gesangs ist die Musik sehr melodisch, wobei die in erster Linie folkloristischen Melodien von Keyboard und Gitarren getragen werden. Die Stücke des dritten Albums Rekreatur werden fast durchweg von einem Orchester begleitet. Das Tempo ist durchgängig sehr schnell, die Gitarren-Riffs enthalten Elemente des Power Metals. Die Drums sind genretypisch von Blastbeats und Doublebass dominiert. Im Album Erdentempel verwendet die Band neben gutturalem Gesang auch teilweise männlichen klaren Gesang, was – abgesehen von dem Song Prolog auf Erden des Albums Sagas – ein Novum in der Bandgeschichte darstellt. Erdentempel enthält mit The Unknown Episode auch den ersten englischsprachigen Song der Band. Seit dem Album Armageddon werden die restehaften Folk-Elemente zudem stark von modern-technoiden Keyboardsounds und Effekten verdrängt. Auf dem aktuellen Album Renegades dominiert der Klargesang des neuen Bassisten Skar, welcher typisch für den Power Metal ist und die Texte sind nun (bis auf eine Ausnahme) in englischer Sprache verfasst. Zudem bewegen sich nun die Lieder überwiegend in einem eingängigen Midtempo-Rhythmus.

## Galerie

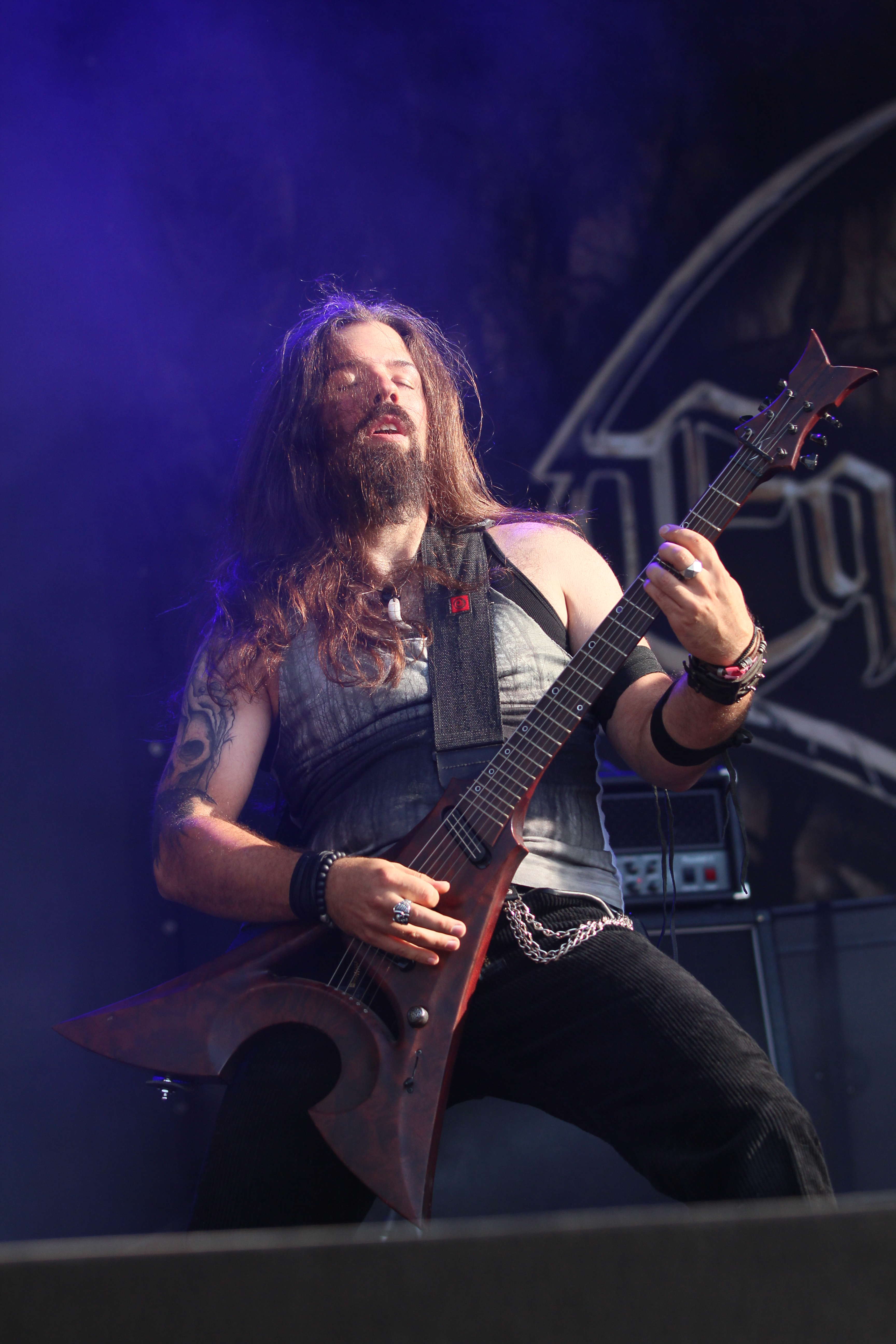
René Berthiaume (Gitarre)
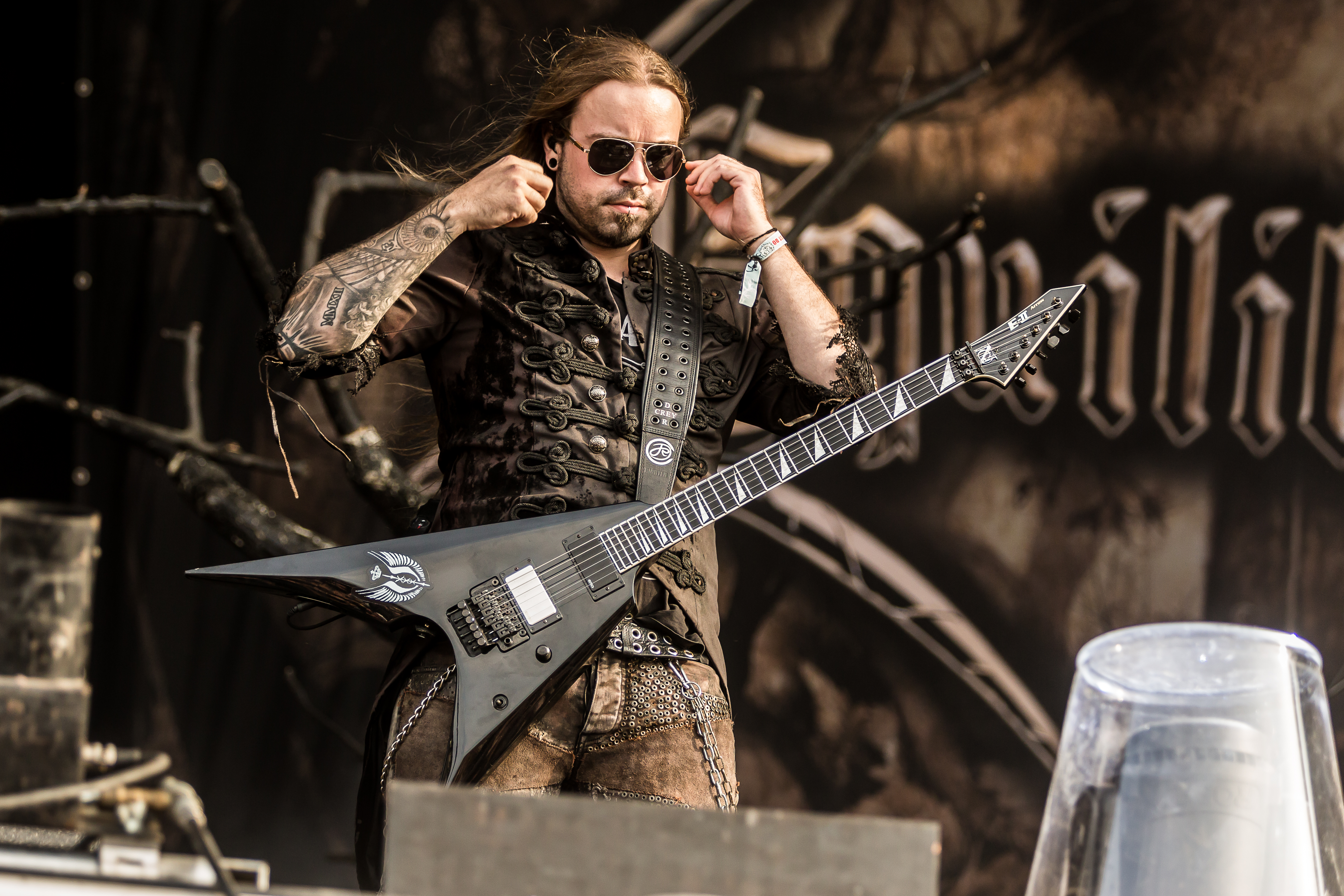
Dominik „Dom“ Crey (Gitarre)
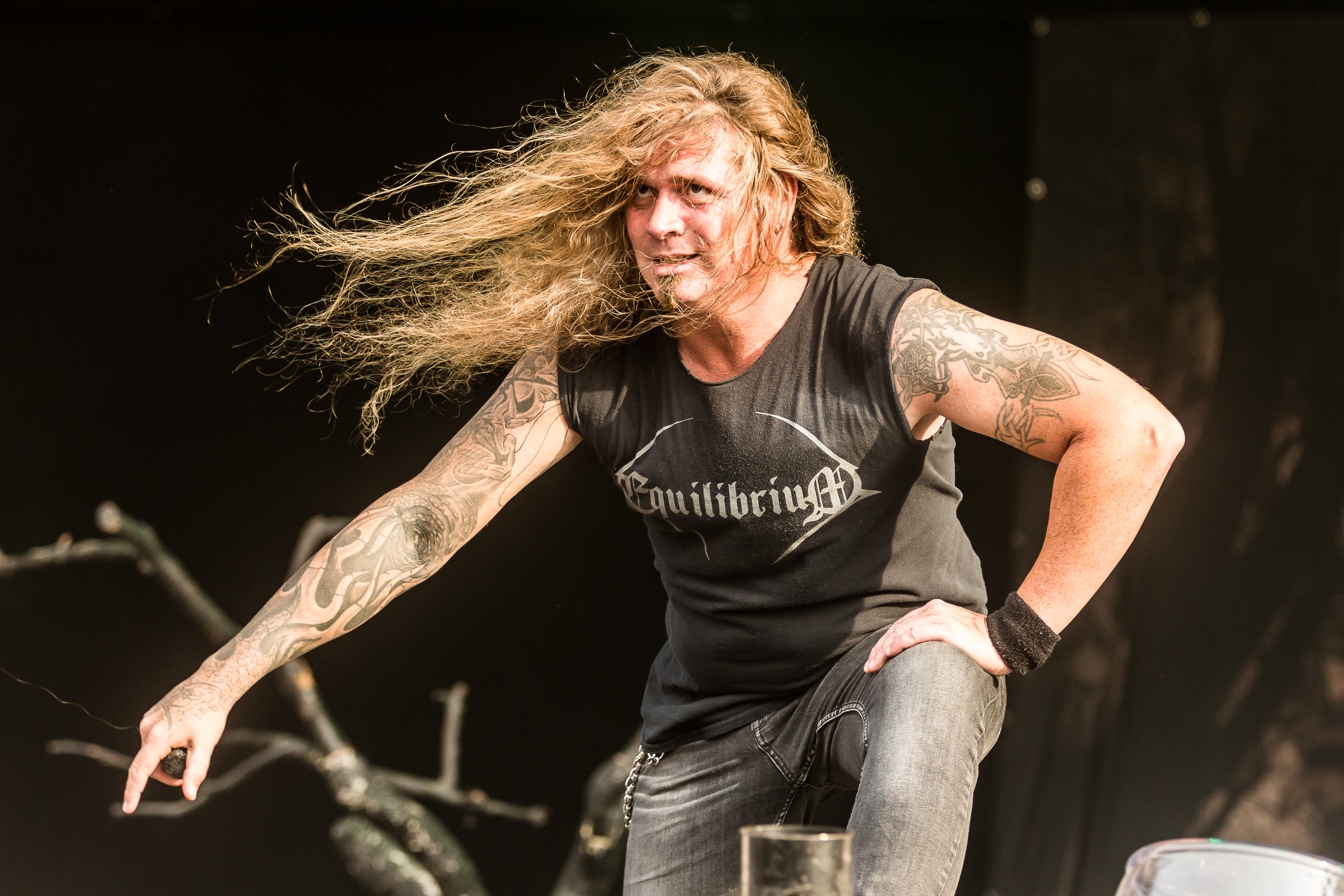
Robert „Robse“ Dahn (Gesang)
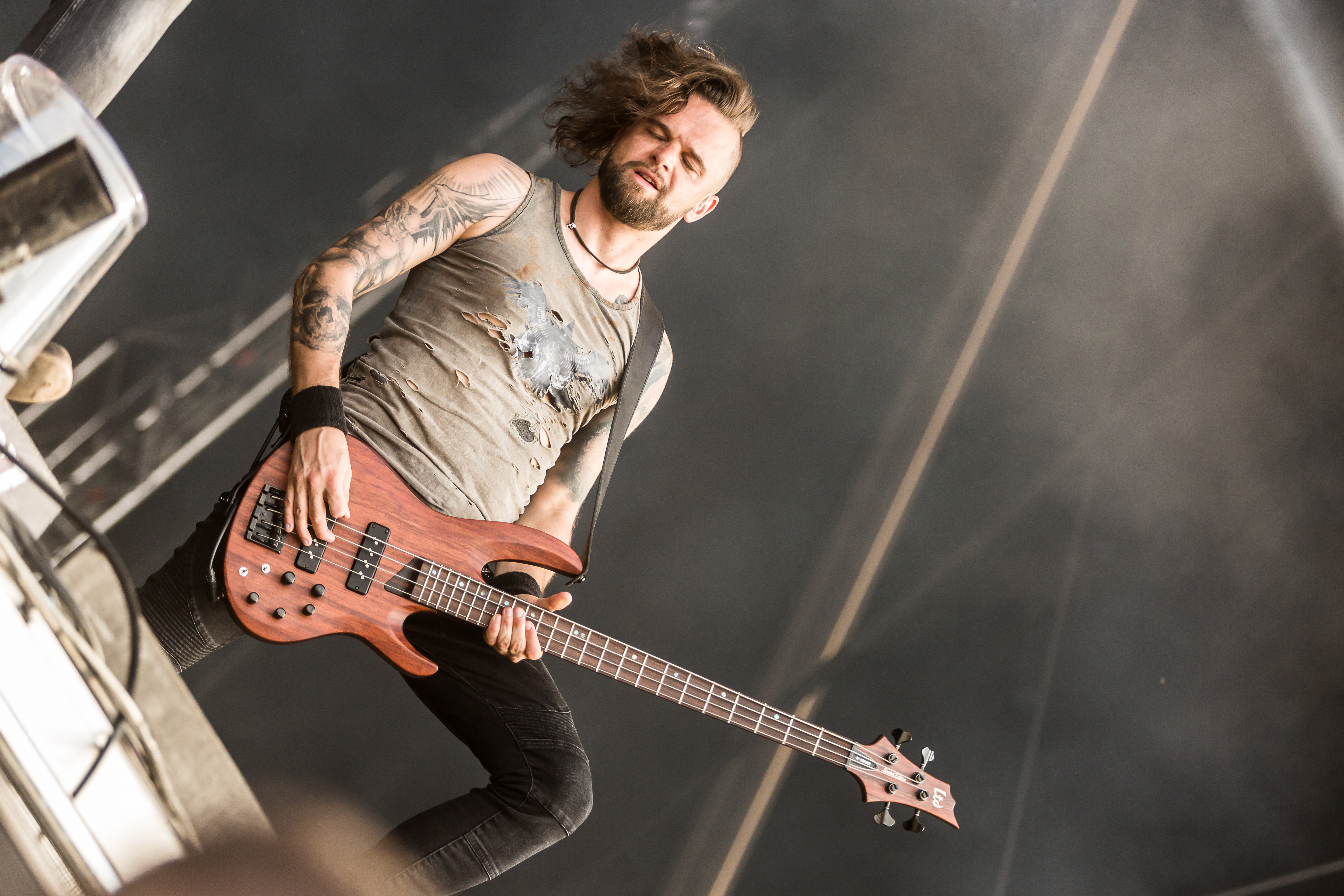
Marcus „Makki“ Riewaldt (Bass)
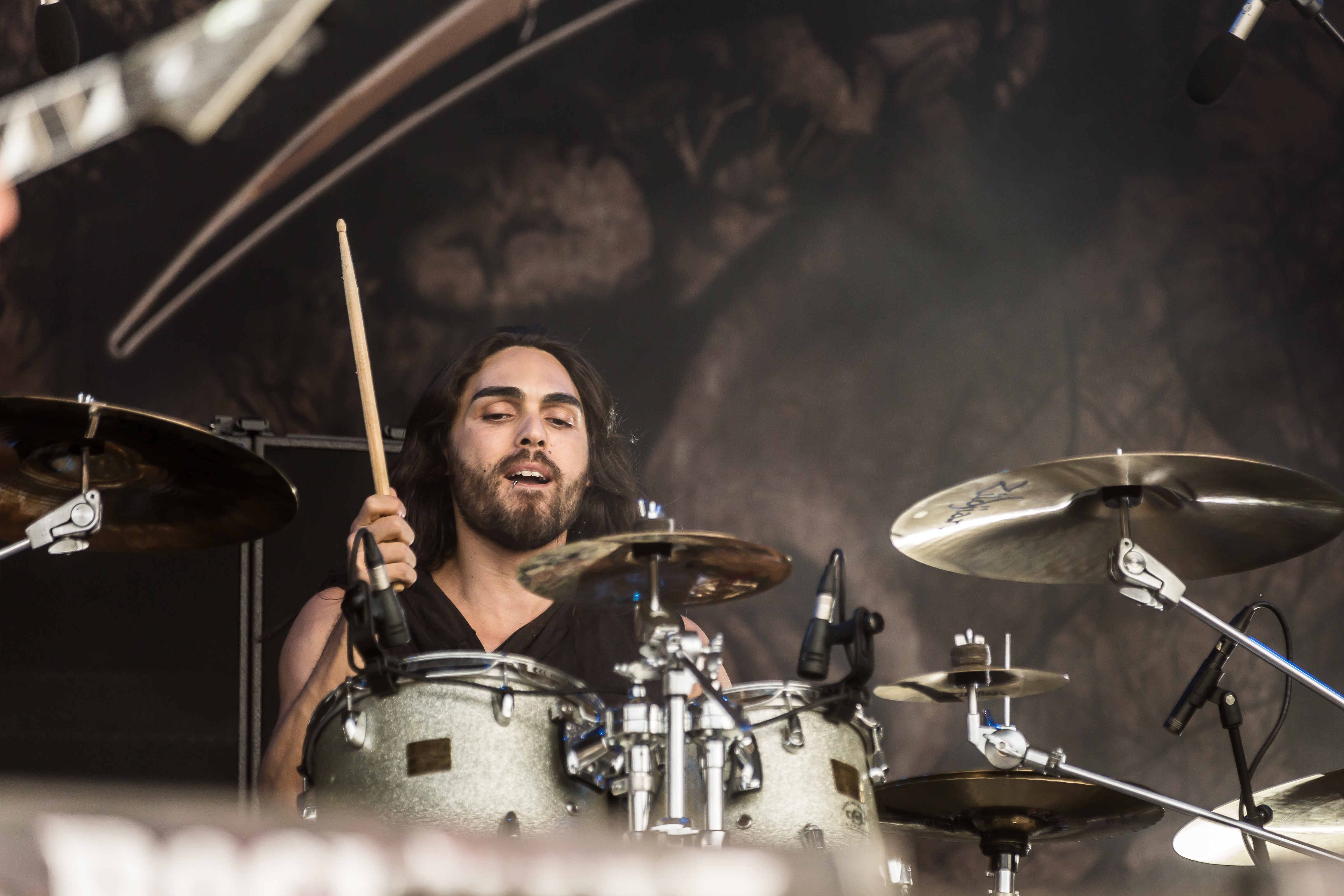
Tuval „Hati“ Refaeli (Schlagzeug)

## Diskografie

### Studioalben
| Jahr | Titel Musiklabel          | Höchstplatzierung, Gesamtwochen, AuszeichnungChartplatzierungen (Jahr, Titel, Musiklabel, Platzierungen, Wochen, Auszeichnungen, Anmerkungen) | Höchstplatzierung, Gesamtwochen, AuszeichnungChartplatzierungen (Jahr, Titel, Musiklabel, Platzierungen, Wochen, Auszeichnungen, Anmerkungen) | Höchstplatzierung, Gesamtwochen, AuszeichnungChartplatzierungen (Jahr, Titel, Musiklabel, Platzierungen, Wochen, Auszeichnungen, Anmerkungen) | Anmerkungen                            |
| Jahr | Titel Musiklabel          | DE | AT | CH | Anmerkungen                            |
| ---- | ------------------------- | --- | --- | --- | -------------------------------------- |
| 2005 | Turis Fratyr Black Attakk | — | — | — | Erstveröffentlichung: 14. Februar 2005 |
| 2008 | Sagas Nuclear Blast       | DE30 (3 Wo.)DE | — | CH99 (1 Wo.)CH | Erstveröffentlichung: 27. Juni 2008    |
| 2010 | Rekreatur Nuclear Blast   | DE20 (3 Wo.)DE | AT58 (1 Wo.)AT | CH58 (1 Wo.)CH | Erstveröffentlichung: 18. Juni 2010    |
| 2014 | Erdentempel Nuclear Blast | DE16 (3 Wo.)DE | AT40 (1 Wo.)AT | CH43 (1 Wo.)CH | Erstveröffentlichung: 6. Juni 2014     |
| 2016 | Armageddon Nuclear Blast  | DE5 (3 Wo.)DE | AT20 (2 Wo.)AT | CH12 (4 Wo.)CH | Erstveröffentlichung: 12. August 2016  |
| 2019 | Renegades Nuclear Blast   | DE17 (1 Wo.)DE | — | CH20 (1 Wo.)CH | Erstveröffentlichung: 23. August 2019  |

### Weitere Veröffentlichungen
- 2003: Demo 2003 (Demo, CD, Eigenvertrieb)
- 2013: Waldschrein (EP, CD, Nuclear Blast)
- 2025: Drachentöter (mit The Butcher Sisters)

### Musikvideos
- 2008: Blut im Auge
- 2010: Der Ewige Sieg (Regie: Florian Puchert)
- 2014: Wirtshaus Gaudi (Regie: Christian Lim)
- 2016: Prey
- 2016: Born to Be Epic
- 2016: Eternal Destination
- 2019: Renegades – A Lost Generation
- 2021: Revolution
- 2021: XX
- 2023: Shelter
- 2024: Gnosis